# LYL1
LYL1 (англ. LYL1, basic helix-loop-helix family member) – білок, який кодується однойменним геном, розташованим у людей на короткому плечі 19-ї хромосоми. Довжина поліпептидного ланцюга білка становить 280 амінокислот, а молекулярна маса — 29 938.
| 10         |  | 20         |  | 30         |  | 40         |  | 50         |
| ---------- |  | ---------- |  | ---------- |  | ---------- |  | ---------- |
| MCPPQAQAEV |  | GPTMTEKAEM |  | VCAPSPAPAP |  | PPKPASPGPP |  | QVEEVGHRGG |
| SSPPRLPPGV |  | PVISLGHSRP |  | PGVAMPTTEL |  | GTLRPPLLQL |  | STLGTAPPTL |
| ALHYHPHPFL |  | NSVYIGPAGP |  | FSIFPSSRLK |  | RRPSHCELDL |  | AEGHQPQKVA |
| RRVFTNSRER |  | WRQQNVNGAF |  | AELRKLLPTH |  | PPDRKLSKNE |  | VLRLAMKYIG |
| FLVRLLRDQA |  | AALAAGPTPP |  | GPRKRPVHRV |  | PDDGARRGSG |  | RRAEAAARSQ |
| PAPPADPDGS |  | PGGAARPIKM |  | EQTALSPEVR |  |            |  |            |

A: Аланін

C: Цистеїн

D: Аспарагінова кислота

E: Глутамінова кислота

F: Фенілаланін

G: Гліцин

H: Гістидин

I: Ізолейцин

K: Лізин

L: Лейцин

M: Метіонін

N: Аспарагін

P: Пролін

Q: Глутамін

R: Аргінін

S: Серин

T: Треонін

V: Валін

W: Триптофан

Кодований геном білок за функцією належить до фосфопротеїнів. 
Задіяний у таких біологічних процесах, як транскрипція, регуляція транскрипції. 
Білок має сайт для зв'язування з ДНК. 
Локалізований у ядрі.